# Pedro De Deza
Pedro De Deza (Sevilha, 26 de março 1520 - Roma, 27 de agosto de 1600) foi um cardeal do século XVII

## Biografia
Nasceu em Sevilha em 26 de março 1520. Filho de Antonio de Deza e Beatriz de Portugal. Sobrinho de Diego de Deza, OP, arcebispo de Sevilha. Relativo ao rei de Portugal. Seu sobrenome também está listado como Deza Manuel; e como Deza y Guzmán.
Estudou latim com Juan Ulloa Pereira. Mais tarde, frequentou o Colégio Viejo de San Bartolomé , Universidade de Salamanca, Salamanca (direito)..
Professor de Direito no Colegio Viejo de San Bartolomé , Universidade de Salamanca. Vigário geral do arcebispo de Santiago de Compostela por oito anos. Juiz da chancelaria de Valladolid, 1556. Arcediago de Calatrava na arquidiocese de Toledo no pontificado do Papa Paulo IV (1555-1559). Auditor do Conselho Supremo da Inquisição. Comissário da Cruzada. Presidente do reino de Granada, 1566; participou da campanha contra a revolta dos mouriscos granadinos provocada pela implementação das leis promulgadas pelo rei Felipe II. Presidente do Conselho de Valladolid, 1578..
Criado cardeal sacerdote no consistório de 21 de fevereiro de 1578; recebeu o gorro vermelho e o título de S. Ciriaco, em 22 de junho de 1580. Residiu em Roma desde 1580. Optou pelo título de S. Prisca, em 9 de janeiro de 1584. Participou do conclave de 1585, que elegeu o Papa Sisto V. Inquisidor geral do Santo Ofício, em 19 de novembro de 1586. Optou pelo título de S. Girolamo degli Schiavoni, em 20 de abril de 1587. Participou do Conclave de setembro de 1590, que elegeu o Papa Urbano VII. Participou do Conclave do outono de 1590, que elegeu o papa Gregório XIV. Participou do conclave de 1591, que elegeu o Papa Inocêncio IX. Participou do conclave de 1592, que elegeu o Papa Clemente VIII. Optou pelo título de S. Lorenzo in Lucina, 18 de agosto de 1597. Cardeal protoprete , 30 de março de 1598. Protetor da Espanha perante a Santa Sé..
Optou pela ordem dos cardeais bispos e pela sé suburbicária de Albano, em 24 de abril de 1600. Consagrada, em 18 de junho de 1600, basílica patriarcal do Vaticano, Roma, pelo Papa Clemente VIII, auxiliado pelo cardeal Domenico Pinelli e pelo cardeal Camillo Borghese. Presidente do Tribunal Cardinalício da Inquisição..
Morreu em Roma em 27 de agosto de 1600. Enterrado na igreja de S. Lorenzo em Lucina, Roma; mais tarde, segundo seu testamento, transferido para a Espanha e depositado provisoriamente na ermida de Villaguer, Toro, de seu patrimônio; sepultado posteriormente no convento das Carmelitas Descalças; o convento foi fechado com a desamortización pela qual o governo confiscou cerca de 900 conventos em 1836..